# Jaszenova
Jaszenova (szlovákul Jasenová) község Szlovákiában, a Zsolnai kerület Alsókubini járásában.

## Fekvése
Alsókubintól 4 km-re délre fekszik, az 59-es (E77) út mentén.

## Története
A mai Jaszenova területén a korai bronzkorban a lausitzi kultúra település állt, melynek temetőjét a régészek feltárták.
A mai települést a 14. század első felében alapították liptói nemesek. 1320-ban „Jessen” alakban említi először oklevél. 1322-ben „Jeszenovaréthe”, 1323-ban „Jeszenowa rite”, 1347-ben „Jeszene”, 1355-ben „Jaszenova Rethe”, 1356-ban „Jaszenova”, 1398-ban „Jasenova” alakban említik az írott források. A Csapolovics család birtoka volt. A 16. században Árva urai várjobbágyokat telepítettek ide. A falut a bíró irányította. 1591-ben a Kubinyiaké, 1618-ban fele részben a zaszkali Benczúr soltész családé volt. A 17. században kuruc csapatok dúlták fel. 1715-ben mintegy 300 lakosa volt. 1778-ban 413 lakos és 10 nemesi család élt a településen.
A 18. század végén Vályi András így ír róla: „JASZENOVA. Tót falu Árva Várm. földes Urai több Urak, lakosai katolikusok, és többnyire evangelikusok, fekszik Kubinhoz 1/4 mértföldnyire, az Ország úttyában, ’s az Árvai Uradalomhoz tartozik, itt szűletett vala a’ nevezetes Benzur Jószef, ’s Jeszenovszky Nemzetségnek is eredeti helye, határja jó, vagyonnyai külömbfélek.”
1828-ban 97 házában 601 lakos élt, akik főként mezőgazdasággal foglalkoztak.
Fényes Elek 1851-ben kiadott geográfiai szótárában így ír a faluról: „Jaszenova, tót falu, Árva vmegyében, a rosenbergi utban: 1 kath., 484 evang., 16 zsidó lak., 44 sessio. Lakosai sok vásznat, és hires sajtot készitenek. Itt született Benczur. F. u. az árvai urad. s Csaplovics. Ut. p. Rosenberg.”
Hitelszövetkezetét 1897-ben alapították. A magyarországi községnevek rendszerezését és magyarosítását célzó törzskönyvezési eljárás során a 20. század elején az Alsójeszenő elnevezést javasolták a község számára, ez azonban nem lett hivatalos név. A trianoni diktátum előtt Árva vármegye Alsókubini járásához tartozott.

## Népessége
| Év:            | 1994. | 2004.   | 2014.   | 2024.   |
| -------------- | ----- | ------- | ------- | ------- |
| Emberek száma: | 392   | 399     | 409     | 434     |
| Eltérés:       |       | +1,78 % | +2,50 % | +6,11 % |

| Év:            | 2023. | 2024.   |
| -------------- | ----- | ------- |
| Emberek száma: | 437   | 434     |
| Eltérés:       |       | -0,68 % |

1910-ben 495, túlnyomórészt szlovák anyanyelvű lakosa volt.
2001-ben 389 lakosából 388 szlovák volt.
2011-ben 400 lakosából 388 szlovák volt.

## Nevezetességei
- A falu népi építészetéről és népviseletéről híres.
- Evangélikus temploma 1836-ban épült.
- A faluban 1830-ban épült klasszicista kastély áll.
- Martin Kukučín szülőháza, benne Martin Kukučín és Csaplovics Lőrinc emlékmúzeuma.

## Neves személyek
- Itt született 1728-ban Benczur József jogtörténész, evangélikus iskolaigazgató.
- Itt született 1778-ban Csaplovics Lőrinc, az alsókubini Csaplovics könyvtár megalapítója.
- Itt született 1860-ban Martin Kukučín szlovák regényíró.